# The Very Pulse of the Machine
The Very Pulse of the Machine (El propio pulso de la máquina en España y El mismo pulso de la máquina en  Hispanoamérica) es el tercer episodio de la tercera temporada de Love, Death & Robots. Es el episodio número 29 de la serie en general. Está basada en la historia corta homónima de Michael Swanwick. El episodio trata sobre una astronauta que intenta sobrevivir en una luna joviana, tras el repentino choque de su vehículo lunar. Se estrenó el 20 de mayo del 2022 en Netflix.

## Argumento
En su camino a través de la superficie de la luna Io de Júpiter, las astronautas Martha Kivelson y Juliet Burton quedan atrapadas en una erupción de azufre que destroza su vehículo. Cuando el polvo se asienta, Kivelson descubre que Burton está muerta con una lesión masiva en el ojo derecho. Ella empaca azufre sólido en el casco de Burton para preservar su cuerpo y usa su suministro de oxígeno para recargar el suyo. Kivelson luego arrastra el cuerpo en un trineo improvisado, en dirección a su módulo de aterrizaje para establecer comunicaciones con la estación orbital. Solo tiene doce horas antes de la próxima ventana para hacer contacto. Para aliviar el dolor de las heridas que sufrió en el accidente, Kivelson se administra sulfato de morfina a pesar de las advertencias de su traje. Más adelante, escucha que Burton le habla, pero lo descarta como una alucinación. La voz de Burton le cita poesías mientras ve formaciones rocosas ondulantes en el paisaje de Io, y en un momento ve una réplica gigantesca del cuerpo de su colega muerto de pie y caminando por el terreno.
En un esfuerzo por acelerar su progreso, Kivelson se inyecta anfetaminas. La voz continúa hablándole, describiendo la composición material de Io y cómo sus polos están conectados magnéticamente con los de Júpiter. Cuando se le pregunta cómo suena Io, Kivelson responde "una máquina" y ve la verdadera forma de la luna joviana después de usar su casco para ver el espectro electromagnético. Líneas brillantes de color azul y púrpura que recuerdan a las auroras de la Tierra aparecen en el suelo, y corrientes serpenteantes de iones ondulan a través del aire. Las corrientes de iones fluyen hacia la lesión ocular de Burton y Kivelson se da cuenta de que la máquina está accediendo al cerebro intacto de Burton. Kivelson finalmente se derrumba por el agotamiento, con lo cual Io toma el control del cadáver de Burton, haciéndolo llevar a Kivelson hacia adelante en sus brazos. Se despierta algún tiempo después sobre un saliente rocoso que domina una enorme piscina de azufre fundido con menos de dos minutos de oxígeno restantes. Io le dice que el cuerpo de Burton fue arrojado al azufre y la anima a saltar también. Su cuerpo será destruido, pero su mente podría conservarse y fusionarse con la luna joviana.
Cuando se le pregunta sobre su propósito, Io responde que es conocer a Kivelson. Se arroja al azufre fundido, convirtiéndose en uno con Io y enviando ondas de energía a través de su superficie. Algún tiempo después, lo que queda de Kivelson establece contacto con la estación orbital.

## Reparto de Voces
| Personaje             | Actor/Actriz original Estados Unidos | Actor/Actriz de doblaje Hispanoamérica | Actor/Actriz de doblaje España |
| --------------------- | ------------------------------------ | -------------------------------------- | ------------------------------ |
| Martha Kivelson       | Mackenzie Davis                      | Jessica Ángeles                        | Inma Gallego                   |
| Juliet Burton         | Holly Jade                           | Alejandra Velázquez                    | Ana de Castro                  |
| Voz del automatizador | David Shathraw                       | Gary Olguín                            | Nacho Hijas                    |

## Símbolos
Al finalizar el intro, se nos presenta una serie de 3 símbolos, siendo: Un corazón (❤), una equis (❌) y una cabeza robótica (🤖); reflejando amor, muerte y robots respectivamente. De ahí los símbolos cambian velozmente, acoplándose a la temática del episodio en cuestión, en cada episodio los símbolos son distintos. En The Very Pulse of the Machine nos presentan los siguientes símbolos:
- Un engranaje (⚙️)
- Un cráneo dentro de un casco de traje espacial, el ojo izquierdo resalta (👩‍🚀)
- Un libro (📙)

## Lanzamiento
The Very Pulse of the Machine se estrenó el 20 de mayo de 2022 en Netflix junto con el resto de episodios que componen el volumen 3.